# Verfeil (Haute-Garonne)
Verfeil is een gemeente in het Franse departement Haute-Garonne (regio Occitanie). De plaats maakt deel uit van het arrondissement Toulouse. Verfeil telde op 1 januari 2022 3.867 inwoners.

## Geografie
De oppervlakte van Saint-Lys bedroeg op 1 januari 2022 41,23 vierkante kilometer; de bevolkingsdichtheid was toen 93,8 inwoners per km².

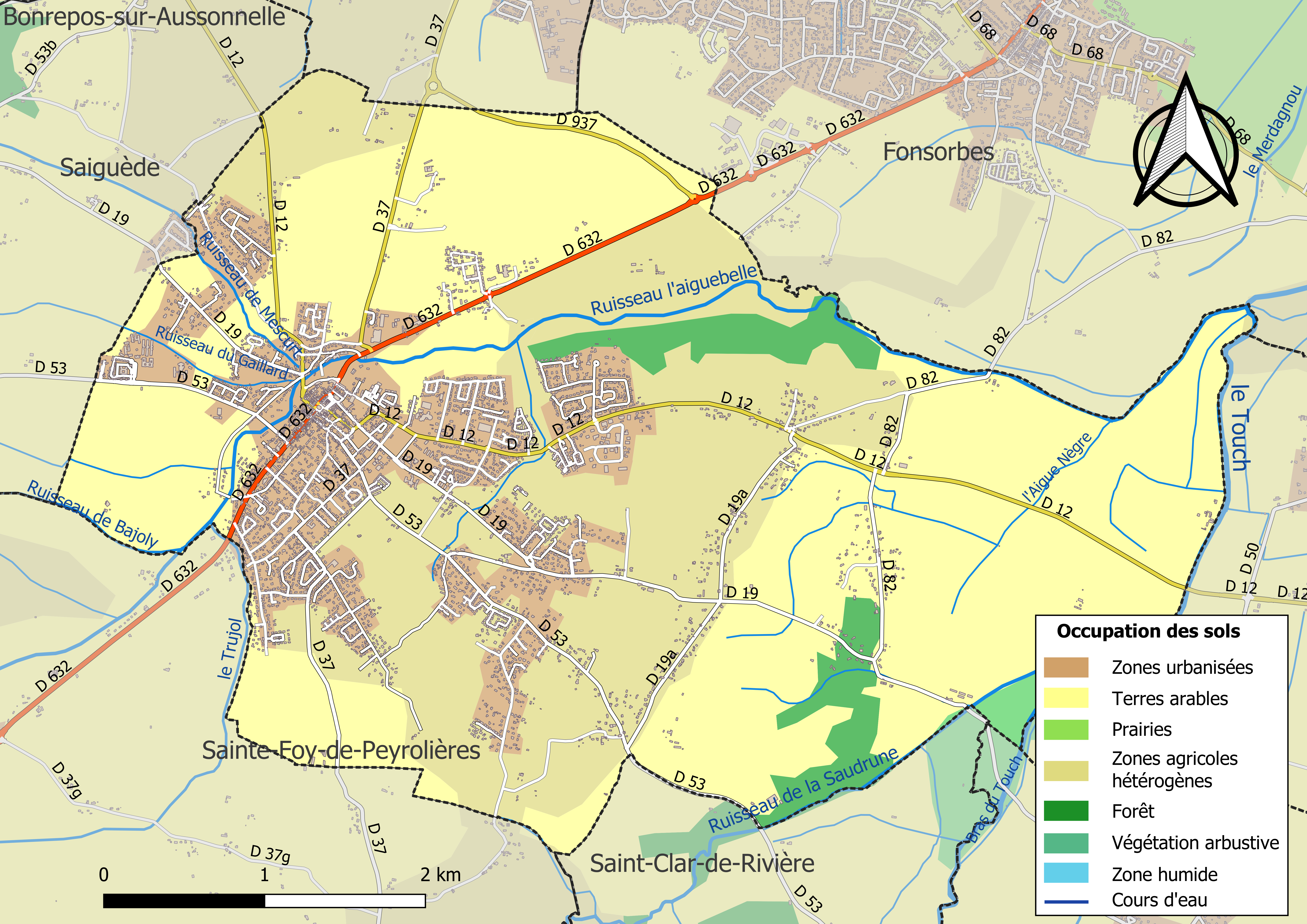
Kaart van de gemeente met belangrijkste infrastructuur, bodemgebruik en omliggende gemeenten

## Demografie
De figuur toont het verloop van het inwonertal (bron: INSEE-tellingen).